# José María de Jesús Portugal y Serratos
José María de Jesús Portugal y Serratos OFM (* 24. Januar 1838 in Mexiko-Stadt; † 27. November 1912 in Aguascalientes) war mexikanischer Ordensgeistlicher und römisch-katholischer Bischof von Aguascalientes.

## Leben
José María de Jesús Portugal y Serratos trat der Ordensgemeinschaft der Franziskaner bei und empfing am 16. Juni 1861 das Sakrament der Priesterweihe.
Am 1. Oktober 1888 ernannte ihn Papst Leo XIII. zum Bischof von Sinaloa. Der Erzbischof von Guadalajara, Pedro José de Jesús Loza y Pardavé, spendete ihm am 8. Dezember desselben Jahres die Bischofsweihe. Die Amtseinführung erfolgte am 16. Februar 1889. Am 28. November 1898 ernannte ihn Leo XIII. zum Bischof von Saltillo. Am 4. April 1899 fand die Amtseinführung statt. José María de Jesús Portugal y Serratos wurde am 30. Mai 1902 zum ersten Bischof von Aguascalientes bestellt. Am 29. Juli desselben Jahres erfolgte die Amtseinführung.